# فهرست تولیدات دریم‌ورکس انیمیشن
این فهرست محصولات تولید شده توسط دریم‌ورکس انیمیشن، بخشی از ان‌بی‌سی یونیورسال، است که شامل فیلم‌های پویانمایی بلند، کوتاه، ویژه و مجموعه‌های تلویزیونی است. تا سال ۲۰۲۵، دریم‌ورکس انیمیشن ۴۹ فیلم بلند منتشر کرده است که از مورچه‌ای به نام زی در ۲ اکتبر ۱۹۹۸ آغاز می‌شود و ربات وحشی آخرین فیلم در ۲۷ سپتامبر ۲۰۲۴ است. 
فهرست فیلم‌های آینده آنها شامل ، چگونه اژدهای خود را تربیت کنیم در ۱۳ ژوئن ۲۰۲۵، رفقای بد ۲ در ۱ اوت ۲۰۲۵، خانه عروسکی گبی: فیلم در ۲۶ سپتامبر ۲۰۲۵ و شرک ۵ در ۱ ژوئیه ۲۰۲۵ هستند. 

## فیلم‌های بلند

### منتشر شده
| فیلم                                        | تاریخ انتشار    | کارگردان(ها)                                 | توزیع/ تولید مشترک با                             | تهیه‌کننده                                        |
| ------------------------------------------- | --------------- | -------------------------------------------- | ------------------------------------------------- | ------------------------------------------------ |
| مورچه‌ای به نام زی                           | ۲ اکتبر ۱۹۹۸    | اریک دارنل تیم جانسون                        | دریم‌ورکس                                          | پی‌دی‌آی دی‌دبلیوای گلندل                           |
| شاهزاده مصر                                 | ۱۸ دسامبر ۱۹۹۸  | برندا چپمناستیو هیکنر سایمون ولز             | دریم‌ورکس                                          | دی‌دبلیوای گلندل                                  |
| به سوی الدورادو                             | ۳۱ مارس ۲۰۰۰    | بیبو برژرون دان پاول                         | دریم‌ورکس                                          | دی‌دبلیوای گلندل پسیفیک دیتا ایمجز (فقط افتتاحیه) |
| فرار مرغی[R]                                | ۲۳ ژوئن ۲۰۰۰    | پیتر لرد نیک پارک                            | دریم‌ورکس پیکچرز پتی آردمن انیمیشن                 | آردمن انیمیشن فریم‌استور                          |
| یوسف: پادشاه رؤیاها                         | ۷ نوامبر ۲۰۰۰   | رابرت رامیرز راب لادوکا                      |                                                   |                                                  |
| شرک                                         | ۱۸ مه ۲۰۰۱      | اندرو آدامسون ویکی جنسون                     | دریم‌ورکس پیکچرز                                   | پسیفیک دیتا ایمجز دی‌دبلیوای گلندل                |
| اسپیریت: اسب سیمارون                        | ۲۴ مه ۲۰۰۲      | کلی اشبری لورنا کوک                          | دریم‌ورکس پیکچرز                                   | دی‌دبلیوای گلندل                                  |
| سندباد: افسانه هفت دریا                     | ۲ ژوئیه ۲۰۰۳    | تیم جانسون پاتریک گیلمور                     | دریم‌ورکس پیکچرز                                   | دی‌دبلیوای گلندل                                  |
| شرک ۲                                       | ۱۹ مه ۲۰۰۴      | اندرو آدامسون کلی اشبری کنراد ورنن           | دریم‌ورکس پیکچرز                                   | پسیفیک دیتا ایمجز دی‌دبلیوای گلندل                |
| داستان کوسه                                 | ۱ اکتبر ۲۰۰۴    | ویکی جنسون بیبو برژرون راب لترمن             | دریم‌ورکس پیکچرز                                   | دی‌دبلیوای گلندل                                  |
| ماداگاسکار                                  | ۲۷ مه ۲۰۰۵      | اریک دارنل تام مک‌گراث                        | دریم‌ورکس پیکچرز                                   | پسیفیک دیتا ایمجز دی‌دبلیوای گلندل                |
| والاس و گرومیت: نفرین موجود خرگوش‌نما[R]     | ۷ اکتبر ۲۰۰۵    | نیک پارک استیو باکس                          | دریم‌ورکس پیکچرز آردمن انیمیشن                     | آردمن انیمیشن مووینگ پیکچر                       |
| آن سوی پرچین                                | ۱۹ مه ۲۰۰۶      | تیم جانسون کری کیرک‌پاتریک                    | پارامونت پیکچرز                                   | دی‌دبلیوای گلندل                                  |
| برآب‌رفته                                    | ۳ نوامبر ۲۰۰۶   | دیوید باورز سم فل                            | پارامونت پیکچرز آردمن انیمیشن                     | آردمن انیمیشن دی‌دبلیوای گلندل                    |
| شرک ۳                                       | ۱۸ مه ۲۰۰۷      | کریس میلر کارگردان مشترک: ریمن هویی          | پارامونت پیکچرز                                   | پسیفیک دیتا ایمجز دی‌دبلیوای گلندل                |
| فیلم زنبور                                  | ۲ نوامبر ۲۰۰۷   | سایمون جی. اسمیت استیو هیکن                  | پارامونت پیکچرز جری ساینفلد                       | دی‌دبلیوای گلندل                                  |
| پاندای کونگ‌فوکار                            | ۶ ژوئن ۲۰۰۸     | جان استیونسن مارک آزبرن                      | پارامونت پیکچرز                                   | دی‌دبلیوای گلندل                                  |
| ماداگاسکار: فرار به آفریقا                  | ۷ نوامبر ۲۰۰۸   | اریک دارنل تام مک‌گرت                         | پارامونت پیکچرز                                   | پسیفیک دیتا ایمجز دی‌دبلیوای گلندل                |
| هیولاها علیه بیگانگان                       | ۲۷ مارس ۲۰۰۹    | کنراد ورنن راب لترمن                         | پارامونت پیکچرز                                   | دی‌دبلیوای گلندل                                  |
| چگونه اژدهای خود را تربیت کنیم              | ۲۶ مارس ۲۰۱۰    | کریس سندرز دین دبلوا                         | پارامونت پیکچرز                                   | دی‌دبلیوای گلندل                                  |
| شرک برای همیشه                              | ۲۱ مه ۲۰۱۰      | مایک میچل                                    | پارامونت پیکچرز                                   | دی‌دبلیوای گلندل                                  |
| ابر ذهن                                     | ۵ نوامبر ۲۰۱۰   | تام مک‌گرت                                    | پارامونت پیکچرز                                   | پسیفیک دیتا ایمجز دی‌دبلیوای گلندل                |
| پاندای کونگ‌فوکار ۲                          | ۲۶ مه ۲۰۱۱      | جنیفر یو نلسون                               | پارامونت پیکچرز                                   | دی‌دبلیوای گلندل                                  |
| گربه چکمه‌پوش                                | ۲۸ اکتبر ۲۰۱۱   | کریس میلر                                    | پارامونت پیکچرز                                   | دی‌دبلیوای گلندل دی‌دبلیوای هند                    |
| ماداگاسکار ۳: تحت تعقیب‌ترین‌های اروپا        | ۸ ژوئن ۲۰۱۲     | اریک دارنل کنراد ورنن تام مک‌گرت              | پارامونت پیکچرز                                   | پسیفیک دیتا ایمجز دی‌دبلیوای گلندل                |
| ظهور نگهبانان                               | ۲۱ نوامبر ۲۰۱۲  | پیتر رمزی                                    | پارامونت پیکچرز                                   | دی‌دبلیوای گلندل                                  |
| غارنشین‌ها                                   | ۲۲ مارس ۲۰۱۳    | کریس سندرز کیرک دمیکو                        | استودیو قرن بیستم                                 | دی‌دبلیوای گلندل                                  |
| توربو                                       | ۱۷ ژوئیه ۲۰۱۳   | دیوید سورن                                   | استودیو قرن بیستم                                 | دی‌دبلیوای گلندل                                  |
| آقای پیبادی و شرمن                          | ۷ مارس ۲۰۱۴     | راب مینکاف                                   | استودیو قرن بیستم جی‌وارد پروداکشنز                | پسیفیک دیتا ایمجز دی‌دبلیوای گلندل                |
| چگونه اژدهای خود را تربیت کنیم ۲            | ۱۳ ژوئن ۲۰۱۴    | دین دبلوا                                    | استودیو قرن بیستم                                 | دی‌دبلیوای گلندل                                  |
| پنگوئن‌های ماداگاسکار                        | ۲۶ نوامبر ۲۰۱۴  | اریک دارنل سایمون جی. اسمیت                  | استودیو قرن بیستم                                 | پسیفیک دیتا ایمجز دی‌دبلیوای گلندل دی‌دبلیوای هند  |
| خانه                                        | ۲۷ مارس ۲۰۱۵    | تیم جانسون                                   | استودیو قرن بیستم                                 | دی‌دبلیوای گلندل                                  |
| پاندای کونگ‌فوکار ۳                          | ۲۹ ژانویه ۲۰۱۶  | جنیفر یو نلسون الساندر کارلونی               | استودیو قرن بیستم اورینتال دریم‌ورکز (استودیو پرل) | دی‌دبلیوای گلندل                                  |
| ترول‌ها                                      | ۴ نوامبر ۲۰۱۶   | مایک میچل کارگردان مشترک: والت دورن          | استودیو قرن بیستم                                 | دی‌دبلیوای گلندل                                  |
| بچه رئیس                                    | ۳۱ مارس ۲۰۱۷    | تام مک‌گرت                                    | استودیو قرن بیستم                                 | دی‌دبلیوای گلندل                                  |
| کاپیتان زیرشلواری: اولین فیلم حماسی         | ۲ ژوئن ۲۰۱۷     | دیوید سورن                                   | استودیو قرن بیستم اسکلاستیک                       | میکروس ایمیج محصولات انیمیشن تکنی کالر           |
| چگونه اژدهای خود را تربیت کنیم: دنیای پنهان | ۲۲ فوریه ۲۰۱۹   | دین دبلوا                                    | یونیورسال پیکچرز                                  | دی‌دبلیوای گلندل                                  |
| نفرت‌انگیز                                   | ۲۷ سپتامبر ۲۰۱۹ | جیل کالتن کارگردان مشترک: تاد ویلدرمن        | یونیورسال پیکچرز پرل استودیو                      | دی‌دبلیوای گلندل                                  |
| تور جهانی ترول‌ها                            | ۱۰ آوریل ۲۰۲۰   | والت دورن کارگردان مشترک: دیوید پی. اسمیت    | یونیورسال پیکچرز                                  | دی‌دبلیوای گلندل                                  |
| غارنشین‌ها: عصر جدید                         | ۲۵ نوامبر ۲۰۲۰  | جوئل کرافورد                                 | یونیورسال پیکچرز                                  | دی‌دبلیوای گلندل                                  |
| روح رام‌نشده                                 | ۴ ژوئن ۲۰۲۱     | الین بوگان کارگردان مشترک: انیو تورسان جی‌آر. | یونیورسال پیکچرز                                  | جلی‌فیش پیکچرز                                    |
| بچه رئیس: کسب‌وکار خانوادگی                  | ۲ ژوئیه ۲۰۲۱    | تام مک‌گرت                                    | یونیورسال پیکچرز                                  | دی‌دبلیوای گلندل                                  |
| رفقای بد                                    | ۲۲ آوریل ۲۰۲۲   | پیر پریفل                                    | یونیورسال پیکچرز اسکولاستیک اینترتیمنت            | دی‌دبلیوای گلندل                                  |
| گربه چکمه‌پوش: آخرین آرزو                    | ۲۳ سپتامبر ۲۰۲۲ | جوئل کرافورد کارگردان مشترک: جونوئل مرکادو   | یونیورسال پیکچرز                                  | دی‌دبلیوای گلندل                                  |
| روبی گیلمن: نوجوان کراکن                    | ۳۰ ژوئن ۲۰۲۳    | کیرک دمیکو کارگردان مشترک: فارین پرل         |                                                   |                                                  |
| ترول‌ها با هم متحد می‌شوند                    | ۱۷ نوامبر ۲۰۲۳  | والت دورن کارگردان مشترک: تیم هایتس          |                                                   |                                                  |
| اوریون و تاریکی                             | ۲ فوریه ۲۰۲۴    | شان چارماتز                                  |                                                   |                                                  |
| پاندای کونگ‌فوکار ۴                          | ۸ مارس ۲۰۲۴     | مایک میچل کارگردان مشترک: استفانی ما استاین  |                                                   |                                                  |
| ربات وحشی                                   | ۲۷ سپتامبر ۲۰۲۴ | کریس سندرز                                   |                                                   |                                                  |

## فیلم‌های آینده
| #  | عنوان    | تاریخ انتشار   | پخش‌کننده/ تولیدکننده | تهیه‌کننده | منابع |
| -- | -------- | -------------- | -------------------- | --------- | ----- |
| ۴۴ | ترول‌ها ۳ | ۱۷ نوامبر ۲۰۲۳ |                      |           | [ ۱ ] |

### در دست ساخت
| عنوان                                 | یادداشت |
| ------------------------------------- | --- |
| Dog Man                               | تولید مشترک با اسکولاستیک اینترتیمنت                                                                             |
| Mice and Mystics                      | [ ۳ ] |
| Ronan Boyle and the Bridge of Riddles | [ ۴ ] |
| شرک ۵                                 | [ ۵ ] [ ۶ ] |
| Spooky Jack                           | تولید مشترک با بلوم‌هاوس پروداکشنز                                                                                |
| Sputnik's Guide to Life on Earth      | [ ۹ ] |
| The Wizards of Once                   | [ ۱۰ ] |
| سومین فیلم بدون عنوان «بچه رئیس»      | طی یک پرسش و پاسخ با الک بالدوین و امی سداریس، اعلام شد که سومین فیلم «بچه رئیس» در مراحل اولیه توسعه قرار دارد. |
| پاندای کونگ فو کار ۴                  | |

## فیلم‌های ویدئویی یا برای استریم
| # | عنوان                            | تاریخ انتشار  | پخش‌کننده/ تولیدکننده         | تهیه‌کننده                          |
| - | -------------------------------- | ------------- | ---------------------------- | ---------------------------------- |
| ۱ | یوسف: پادشاه رؤیاها              | ۷ نوامبر ۲۰۰۰ | دریم‌ورکس                     | باردل انترتینمنت                   |
| 2 | Trollhunters: Rise of the Titans | ۲۱ ژوئیه ۲۰۲۱ | نتفلیکس دابل در یو پروداکشنز | ۸۸ پیکچرز وانگ فیلم اوریجینال فورس |

## برنامه‌های ویژهٔ تلویزیونی
| #  | عنوان                                        | تاریخ انتشار   | پخش‌کننده/ تولیدکننده          | تهیه‌کننده                           | شبکه                    |
| -- | -------------------------------------------- | -------------- | ----------------------------- | ----------------------------------- | ----------------------- |
| ۱  | شرک در کریسمس                                | ۲۸ نوامبر ۲۰۰۷ | N/A                           | پی‌دی‌آی دی‌دبلیوای گلندلیل            | شرکت پخش رسانه‌ای آمریکا |
| ۲  | هیولاها علیه بیگانگان: کدوهای جهش‌یافته فضایی | ۲۸ اکتبر ۲۰۰۹  | N/A                           | دی‌دبلیوای گلندلیل                   | ان‌بی‌سی                  |
| 3  | Merry Madagascar                             | ۱۷ نوامبر ۲۰۰۹ | N/A                           | پسیفیک دیتا ایمجز دی‌دبلیوای گلندلیل | ان‌بی‌سی                  |
| ۴  | شرک در جشن هالووین                           | ۲۸ اکتبر ۲۰۱۰  | N/A                           | پسیفیک دیتا ایمجز دی‌دبلیوای گلندلیل | ان‌بی‌سی                  |
| ۵  | تعطیلات پاندای کونگ‌فوکار                     | ۲۴ نوامبر ۲۰۱۰ | N/A                           | پسیفیک دیتا ایمجز دی‌دبلیوای گلندلیل | ان‌بی‌سی                  |
| 6  | Dragons: Gift of the Night Fury              | ۱۵ نوامبر ۲۰۱۱ | پارامونت هوم اینترتینمنت      | دی‌دبلیوای گلندلیل                   | فیلم ویدیوئی            |
| 7  | Madly Madagascar                             | ۲۹ ژانویه ۲۰۱۳ | استودیوهای فاکس قرن بیستم     | پسیفیک دیتا ایمجز دی‌دبلیوای گلندلیل | فیلم ویدیوئی            |
| 8  | Puss in Book: Trapped in an Epic Tale        | ۲۰ ژوئن ۲۰۱۷   | پخش تلویزیونی ان‌بی‌سی‌یونیورسال | باردل انترتینمنت                    | نتفلیکس                 |
| 9  | Trolls Holiday                               | ۲۴ نوامبر ۲۰۱۷ | پخش تلویزیونی ان‌بی‌سی‌یونیورسال | دی‌دبلیوای گلندلیل                   | ان‌بی‌سی                  |
| 10 | Home for the Holidays                        | ۱ دسامبر ۲۰۱۷  | پخش تلویزیونی ان‌بی‌سی‌یونیورسال | شرکت تیت‌ماوس                        | نتفلیکس                 |
| 11 | How to Train Your Dragon: Homecoming         | ۳ دسامبر ۲۰۱۹  | پخش تلویزیونی ان‌بی‌سی‌یونیورسال | جلی‌فیش پیکچرز                       | ان‌بی‌سی                  |
| ۱۲ | Spirit Riding Free: Spirit of Christmas      | ۶ دسامبر ۲۰۱۹  | پخش تلویزیونی ان‌بی‌سی‌یونیورسال | تویون                               | نتفلیکس                 |

## فیلم‌های کوتاه
| #  | عنوان                                        | تاریخ انتشار    | پخش‌کننده/ تولیدکننده                                                 | تهیه‌کننده                              | انتشار با                                                                                       | یادداشت                                                    |
| -- | -------------------------------------------- | --------------- | -------------------------------------------------------------------- | -------------------------------------- | ----------------------------------------------------------------------------------------------- | ---------------------------------------------------------- |
| 1  | شرک در جشن رقص کارائوکه باتلاق               | ۲ نوامبر ۲۰۰۱   | دریم‌ورکس                                                             | پی‌دی‌آی دی‌دبلیوای گلندلیل               | شرک                                                                                             | انتشار برای ویدئوی خانگی                                   |
| ۲  | شرک: روح لرد فارکواد                         | ۲۲ مه ۲۰۰۳      | یونیورسال پارکس اند ریزورتس (پارکس) دریم‌ورکس هوم اینترتیمنت (دی‌وی‌دی) | پی‌دی‌آی دی‌دبلیوای گلندلیل               | تیم پارک راید                                                                                   | تیم پارک راید                                              |
| 6  | The Madagascar Penguins in a Christmas Caper | ۷ اکتبر ۲۰۰۵    | دریم‌ورکس هوم اینترتیمنت                                              | پی‌دی‌ای/دریم‌ورکز دی‌دبلیوای گلندلیل      | والاس و گرومیت: نفرین موجود خرگوش‌نما                                                            | انتشار سینمایی                                             |
| 7  | First Flight                                 | ۱۹ مه ۲۰۰۶      | پارامونت پیکچرز                                                      | دی‌دبلیوای گلندلیل                      | آن سوی پرچین                                                                                    | انتشار سینمایی                                             |
| 8  | Hammy's Boomerang Adventure                  | ۱۷ اکتبر ۲۰۰۶   | پارامونت هوم اینترتینمنت                                             | دی‌دبلیوای گلندلیل                      | آن سوی پرچین                                                                                    | انتشار برای ویدئوی خانگی                                   |
| ۹  | رازهای پنج جنگجو                             | ۹ نوامبر ۲۰۰۸   | پارامونت هوم اینترتینمنت                                             | استودیوهای ریل اف‌ایکس کریتیو فیلم رومن | پاندای کونگ‌فوکار                                                                                | انتشار برای ویدئوی خانگی                                   |
| 11 | Legend of the Boneknapper Dragon             | ۱۵ اکتبر ۲۰۱۰   | پارامونت هوم اینترتینمنت                                             | دی‌دبلیوای گلندلیل دانکن استودیو        | چگونه اژدهای خود را تربیت کنیم                                                                  | انتشار برای ویدئوی خانگی                                   |
| 12 | Donkey's Caroling Christmas-tacular          | ۷ دسامبر ۲۰۱۰   | پارامونت هوم اینترتینمنت                                             | دی‌دبلیوای گلندلیل                      | شرک برای همیشه                                                                                  | انتشار برای ویدئوی خانگی                                   |
| 13 | Megamind: The Button of Doom                 | ۲۵ فوریه ۲۰۱۱   | پارامونت هوم اینترتینمنت                                             | دی‌دبلیوای گلندلیل                      | ابر ذهن                                                                                         | انتشار برای ویدئوی خانگی                                   |
| 14 | Thriller Night                               | ۱۳ سپتامبر ۲۰۱۱ | پارامونت هوم اینترتینمنت                                             | دی‌دبلیوای گلندلیل                      | شرک در جشن هالووین                                                                              | انتشار برای ویدئوی خانگی                                   |
| 15 | The Pig Who Cried Werewolf                   | ۳ اکتبر ۲۰۱۱    | پارامونت هوم اینترتینمنت                                             | دی‌دبلیوای گلندلیل                      |                                                                                                 | انتشار برای ویدئوی خانگی                                   |
| ۱۶ | شب هویچ‌های جاندار                            | ۱۲ اکتبر ۲۰۱۱   | پارامونت هوم اینترتینمنت                                             | دی‌دبلیوای گلندلیل                      |                                                                                                 | انتشار برای ویدئوی خانگی                                   |
| 17 | Book of Dragons                              | ۱۵ نوامبر ۲۰۱۱  | پارامونت هوم اینترتینمنت                                             | رنه‌گید انیمیشن                         | Dragons: Gift of the Night Fury                                                                 | انتشار برای ویدئوی خانگی                                   |
| ۱۸ | پاندای کونگ‌فوکار: اسرار استادان              | ۱۳ دسامبر ۲۰۱۱  | پارامونت هوم اینترتینمنت                                             | دانکن استودیو                          | پاندای کونگ‌فوکار ۲                                                                              | انتشار برای ویدئوی خانگی                                   |
| ۱۹ | گربه چکمه‌پوش: سه وروجک                       | ۲۴ فوریه ۲۰۱۲   | پارامونت هوم اینترتینمنت                                             | دی‌دبلیوای گلندلیل                      | گربه چکمه‌پوش                                                                                    | انتشار برای ویدئوی خانگی                                   |
| 21 | Rocky and Bullwinkle                         | ۱۴ اکتبر ۲۰۱۴   | استودیوهای فاکس قرن بیستم جی‌وارد پروداکشنز                           | پسیفیک دیتا ایمجز دی‌دبلیوای گلندلیل    | آقای پیبادی و شرمن                                                                              | انتشار برای ویدئوی خانگی                                   |
| 22 | Dawn of the Dragon Racers                    | ۱۱ نوامبر ۲۰۱۴  | استودیو قرن بیستم هوم اینترتیمنت                                     | دی‌دبلیوای گلندلیل                      | چگونه اژدهای خود را تربیت کنیم ۲                                                                | انتشار برای ویدئوی خانگی                                   |
| 23 | Kung Fu Panda: Secrets of the Scroll         | ۱۴ دسامبر ۲۰۱۵  | استودیو قرن بیستم هوم اینترتیمنت                                     | یوزا انیمیشن                           |                                                                                                 | انتشار برای ویدئوی خانگی                                   |
| 25 | Kung Fu Panda: Unstoppable Awesomeness       | ۱۵ دسامبر ۲۰۱۶  | N/A                                                                  | دی‌دبلیوای گلندلیل                      | تیم پارک راید در موشن‌گیت                                                                        | فیلم کوتاه ویرایش شد و مجدداً در سینمای دریم‌ورکز استفاده شد |
| 27 | Bird Karma                                   | ۲۳ فوریه ۲۰۱۸   | یونیورسال پیکچرز                                                     | دی‌دبلیوای گلندلیل                      | بچه رئیس                                                                                        | انتشار سینمایی (فقط در ژاپن)                               |
| 28 | DreamWorks Theatre                           | ۱۵ ژوئن ۲۰۱۸    | یونیورسال پیکچرز                                                     | دی‌دبلیوای گلندلیل                      |                                                                                                 | تیم پارک راید در یونیورسال استودیوز هالیوود                |
| 29 | Bilby                                        | ۱۶ ژوئن ۲۰۱۸    | یونیورسال پیکچرز                                                     | دی‌دبلیوای گلندلیل                      | در جشنواره بین‌المللی فیلم انیمیشن انسی نمایش داده شد                                            | انتشار سینمایی                                             |
| 30 | Marooned                                     | ۲۷ سپتامبر ۲۰۱۹ | یونیورسال پیکچرز                                                     | دی‌دبلیوای گلندلیل                      | تمام فیلم‌هایی که به عنوان بخشی از هفتهٔ انیمیشن دریم‌ورکز در سینماهای ای‌ام‌سینمایش داده شدند.[AMC] | انتشار سینمایی                                             |
| 31 | Tiny Diamond Goes Back to School             | ۷ ژوئیه ۲۰۲۰    | یونیورسال پیکچرز                                                     | دی‌دبلیوای گلندلیل                      | شامل نسخه‌های فیزیکی از تور جهانی ترول‌ها                                                         | انتشار برای ویدئوی خانگی                                   |
| 32 | To: Gerard                                   | ۱۷ دسامبر ۲۰۲۰  | یونیورسال پیکچرز                                                     | دی‌دبلیوای گلندلیل                      | شامل نسخه‌های فیزیکی از غارنشین‌ها: عصر جدید                                                      | انتشار برای ویدئوی خانگی/پیکاک                             |

AMC  فیلم‌هایی که به عنوان بخشی از هفتهٔ انیمیشن «DreamWorks» به نمایش درآمدند: شرک, ماداگاسکار, پاندای کونگ‌فوکار, چگونه اژدهای خود را تربیت کنیم, غارنشین‌ها و ترول‌ها.